# Адольф I фон Альтена (архиепископ Кёльна)
Адольф I фон Альтена (нем. Adolf I. von Altena; ок. 1157 — 15 апреля 1220) — архиепископ Кёльна в 1193—1205, 1212—1215, сын графа Альтена Эберхарда I.

## Биография
Адольф происходил из могущественной и разветвлённой династии Альтена-Берг, правившей в графстве Берг. В XII веке представители династии приобрели значительное влияние на Кёльнское архиепископство. В период 1131—1225 годов пятеро представителей династии становились архиепископами Кёльна.
Как младший сын, Адольф избрал духовную карьеру, в то время как его старшие братья разделили между собой Бергское графство. В 1177 году Адольф был канонником в Кёльне. В 1183 году Адольф стал деканом Кёльнского собора, а в 1191 году — его пробстом.
В 1194 году дядя Адольфа, архиепископ Кёльна Бруно III фон Берг, отказался от поста архиепископа. На его место был назначен Адольф. Епископское посвящение провёл 27 марта архиепископ Мюнстера Герман II фон Канцеленбоген.
Став архиепископом, Адольф стал одним из лидеров оппозиции Гогенштауфенам на северо-западе Священной Римской империи. В 1194 году Адольф содействовал освобождению из плена короля Англии Ричарда I Львиное Сердце, после чего в феврале торжественно встречал его в Кёльне. Позже Адольф выступал против планов императора Генриха VI сделать корону правителя Священной Римской империи наследственной в доме Гогенштауфенов. В рождество 1195 года Адольф отказался поддержать императора, желавшего назначить римским королём своего малолетнего сына Фридриха.
После неожиданной смерти в 1197 году императора Генриха VI в Германии разгорелась борьба за его наследство. Единственному сыну Генриха, Фридриху, было всего 3 года. Отстаивать его права попытался младший брат покойного императора, герцог Швабии Филипп. В момент смерти брата он был в Италии. Узнав о случившемся он был вынужден оставить племянника в Сицилии, а сам с большим трудом смог добраться в Германию. Там он довольно быстро понял что отстаивать права племянника ему будет трудно. Сторонники Гогенштауфенов убедили его принять корону самому. 6 марта 1198 года в Ихтерсхаузене, а затем 8 марта на съезде знати в Мюльхаузене Филипп был избран королём Германии (римским королём). 6 сентября он был коронован в Майнце архиепископом Тарентеза Эмо. Незадолго до этого вдова Генриха VI, королева Констанция, для того чтобы обеспечить своему сыну сицилийскую корону, выгнала всех германских сподвижников своего мужа. В итоге Сицилийское королевство, королём которого 3 сентября 1198 года был коронован четырёхлетний Фридрих, снова обособилось от империи.
Но противники Гогенштауфенов в империи, которых возглавлял Адольф, отказались поддержать выбор королём Филиппа Швабского. Они обвинили Филиппа в том, что он нарушил присягу своему племяннику и выдвинули своего кандидата. Им оказался представитель династии Вельфов Оттон Брауншвейгский, младший сын Генриха Льва, лишённого в своё время императором Фридрихом I Барбароссой большей части своих владений. Матерью Оттона была английская принцесса Матильда, а сам он был воспитан при английском дворе, где жил с восьмилетнего возраста. Его дядя, король Англии Ричард I Львиное Сердце, передал Оттону в 1196 году в ленное владение графство Пуатье.
9 июня в Кёльне противники Гогенштауфенов выбрали королём Германии Оттона, а 12 июля архиепископ Адольф короновал его в Ахене. Таким образом, в Германии оказалось одновременно 2 правителя. Филипп был коронован подлинными королевскими регалиями, но в «неправильном месте» (Майнце вместо Ахена) и «неправильным» архиепископом (Тарантеза, а не Кёльна), однако при коронации «правильным» архиепископом в Ахене Оттона Брауншвейгского не использовались подлинные регалии. Оттона поддерживал его дядя Ричард Английский, в то время как Филипп обратился за поддержкой к королю Франции Филиппу II Августу, враждовавшему с Англией.
При таком положении укрепились позиции папы римского, которым в 1198 году стал Иннокентий III. Он решил воспользоваться обстоятельствами для того, чтобы упрочить положение папской курии в империи. Этому способствовало и то, что умершая в том же 1198 году королева Сицилии Констанция назначила опекуном своего сына Фридриха папу Иннокентия, признав его, кроме того, сюзереном Сицилийского королевства. Иннокентий III желал ослабить позиции Гогентауфенов в Италии. В результате 1 марта 1201 года папа признал право на престол за Оттоном, а в июне того же года выпустил Нейсский конкордат, в котором оговорил, что принимает под свою руку владения в Северной Италии.
Но к 1204 году позиции Оттона Брауншвейгского ослабли. Многие феодалы перешли на сторону Филиппа Швабского. В их числе оказался и Адольф, который 6 января 1205 года в Ахене повторно короновал Филиппа Швабского. Эта коронация вызвала недовольство папы Иннокентия III, который 19 июня 1205 года объявил о смещении Адольфа с поста архиепископа Кёльна. Уже в июле преемником Адольфа был выбран Бруно IV фон Сайн.
Однако Адольф не думал отступаться от своих прав, в результате в Кёльне фактически оказалось два архиепископа. В 1207 году Адольф появился в Риме, где пытался судился с архиепископом Бруно, пытаясь вернуть себе Кёльн. Однако успеха он не добился.
Политическая ситуация в империи изменилась после убийства в Бамберге 21 июня 1208 года Филиппа Швабского. Лишившись поддержки Филиппа, Адольф был вынужден подчиниться папе, признав своего соперника архиепископом. За это он получил годовую ренту в размере 250 марок.
В том же 1208 году умер архиепископ Бруно IV, его преемником при поддержке короля Оттона IV Брауншвейгского стал Дитрих I фон Генгебах. Однако новый архиепископ не обладал политической гибкостью. 18 ноября 1210 года папа Иннокентий III, недовольный тем, что коронованный в 1209 году императорской короной Оттон не сдержал своих обещаний, отлучил его от церкви. Архиепископ Дитрих, бывший сторонником императора, отказался подчиниться и проигнорировал отлучение. В итоге в марте 1212 года он был смещён. Архиепископом Кёльна был снова назначен Адольф.
Однако Дитрих отказался подчиниться, в результате чего в Кёльне вновь оказалось два архиепископа. Споры за власть в Кёльне между Дитрихом и Адольфом продолжались до 1215 года. К тому времени после поражения в битве при Бувине император Оттон IV фактически лишился власти, которая перешла в признанному в 1212 году германским королём Фридриху II Гогенштауфену, сыну императора Генриха VI. В 1216 году новым архиепископом был выбран двоюродный брат Адольфа — пробст Кёльнского собора Энгельберт, сын графа Берга Энгельберта I. Адольф же стал викарием в архиепископстве, но вскоре удалился в Нойс, где жил в уединении до самой смерти.
Умер Адольф 15 апреля 1220 года.